# Jacques Drouin
Pour les articles homonymes, voir Drouin.
Jacques Drouin (né le 28 mai 1943 à Mont-Joli, Québec, au Canada et mort le 28 août 2021 à Kamouraska) est un réalisateur canadien de films d'animation à l'écran d'épingles.

## Biographie

### Jeunesse
Jacques Drouin est né le 28 mai à Mont-Joli en 1943. En 1967, diplômé de l'École des beaux-arts de Montréal, il se rend en Californie pour étudier le cinéma à UCLA, où il va demeurer jusqu'en 1971. Il y étudie au sein du programme de cinéma plutôt qu'au programme de cinéma d'animation, mais y réalise tout de même un premier film d'animation, La lettre. C'est à UCLA qu'il fait la connaissance de Nancy Dowd, qui se fera connaître en scénarisant le long métrage La Castagne, film dans lequel le personnage joué par Yvan Ponton porte le patronyme de Drouin.

### Films personnels réalisés à l'ONF
Revenu à Montréal en 1971, il est monteur pour une station de télévision locale. C'est lors d'un stage à l'Office national du film du Canada qu'il a l'occasion de toucher à l'écran d'épingles d'Alexandre Alexeïeff et Claire Parker, dont il avait découvert l'existence en 1966, lors d'une projection de Le Nez d'Alexeïeff au MoMA. Avec cette même technique, il réalise son premier court-métrage professionnel, Trois exercices sur l'écran d'épingles d'Alexeïeff, en 1974. Il enchaîne avec Le Paysagiste en 1976, qui lui vaut une renommée importante: le film remporte de nombreux prix et sa réputation traverse les époques: en 1989 il est désigné meilleur film d'animation de l'histoire de l'ONF par un groupe d'experts réunis par la revue 24 images; en 2017 il est sélectionné parmi les 150 œuvres canadiennes marquantes composant le programme Canada on Screen coordonné par le TIFF à l'occasion du 150e anniversaire de la confédération canadienne.
Son film suivant, L'Heure des anges, est coréalisé avec le maître tchèque de la marionnette Břetislav Pojar. Grâce à l'utilisation d'un système technique complexe, le film combine les marionnettes animées avec des environnements réalisés sur l'écran d'épingles. Drouin enchaîne ensuite avec Ex-enfant, un film destiné au jeune public dans lequel il aborde la question des enfants soldats.
Terminé en 2002, Une leçon de chasse est l'adaptation d'un roman jeunesse de Jacques Godbout. Drouin y explore une forme narrative plus classique, élargissant les perspectives offertes par l'écran en utilisant des gels colorés et des photographies de l'écran d'épingles qu'il juxtapose à l'appareil pour réaliser des panoramiques. « Dans chacun [de mes films], raconte le cinéaste, j'ai essayé de montrer quelque chose de différent de l'écran d'épingles. Et je crois que je n'ai pas terminé d'explorer toutes ses possibilités. »
Son dernier film est en ce sens une ultime exploration: Empreintes découle d'une volonté manifeste de montrer l'écran, de dévoiler les secrets de l'appareil puisqu'on y perçoit clairement les textures, le relief des épingles, le motif formé par l'écran lui-même. Comme Le Paysagiste racontait les rêveries d'un artiste se perdant dans sa création, Empreintes montre une tête qui devient le réceptacle de quantités de motifs, de formes et de mouvements.
Il quitte l'Office national du film du Canada en 2005.

### Collaborations
D'abord monteur, Jacques Drouin collabore au fil des ans avec plusieurs cinéastes, dont Michèle Cournoyer, avec qui il coréalise Spaghettata et pour laquelle il monte quelques films, dont Soif. Au fil des ans, il monte plusieurs courts-métrages d'animation importants (Le château de sable de Co Hoedeman, Au bout du fil de Paul Driessen, Luna, luna, luna de Viviane Elnécavé, etc.) et quelques documentaires (Famille et variations de Mireille Dansereau, L'Homme de papier de Jacques Giraldeau) .
En 1991, il signe des séquences réalisées à l'écran d'épingles dans le documentaire Les quatre cavaliers de l'apocalypse de Jean-François Mercier et conçoit plusieurs bandes-annonces d'événements (celle de la Semaine du cinéma québécois en 1979; celle du 25e anniversaire de la Cinémathèque québécoise en 1988). Il réalise l'illustration de couverture de l'ouvrage de Giannalberto Bendazzi Alexeïeff - l'itinéraire d'un Maître paru aux éditions Dreamland en 2001.
En 2003, il participe au long métrage japonais Jours d'hiver, coordonné par Kihachirō Kawamoto: il est alors l'un des 35 cinéastes d'animation invités à réaliser une strophe de ce renku animé.

## Filmographie

### En tant que réalisateur
- 1974 : Trois exercices sur l'écran d'épingles d'Alexeïeff
- 1976 : Le Paysagiste
- 1976 : Spaghettata
- 1979 : La Belle Ouvrage (indicatif de la série)
- 1979 : Bande-annonce de la Semaine du cinéma québécois
- 1986 : L'Heure des anges (coréalisé avec Břetislav Pojar)
- 1988 : Bande-annonce pour les 25 ans de la Cinémathèque québécoise
- 1990 : Bande-annonce pour le Festival international du film d'animation d'Ottawa
- 1994 : Ex-Enfant
- 2002 : Une leçon de chasse
- 2003 : Jours d'hiver (film collectif coordonné par Kihachirō Kawamoto)
- 2004 : Empreintes

### En tant que monteur
- 1974 : Au bout du fil de Paul Driessen
- 1974 : Climats de Suzanne Gervais
- 1977 : Le Château de sable de Co Hoedeman
- 1977 : Démons et merveilles de Bertrand Langlois
- 1977 : Famille et variations de Mireille Dansereau
- 1978 : L'Âge de chaise de Jean-Thomas Bédard
- 1978 : La plage de Suzanne Gervais
- 1980 : Premiers jours de Clorinda Warny
- 1981 : Luna, luna, luna de Viviane Elnécavé
- 1982 : Le Collectionneur de sons de Lynn Smith
- 1987 : L'Homme de papier de Jacques Giraldeau
- 1989 : Dolorosa de Michèle Cournoyer
- 1991 : Le Cadeau de Camille Laperrière
- 1992 : La Basse Cour de Michèle Cournoyer
- 2014 : Soif de Michèle Cournoyer

### En tant qu'animateur
- 1979 : Moi je pense de Ron Tunis
- 1979 : Le Plan sentimental de Jacques Leduc
- 1986 : La Symphonie fantastique de Guy Simoneau
- 1989 : Nathaël et la chasse aux phoques de Yvon Larochelle et André Chapdelaine
- 1989 : Un soleil entre deux nuages de Marquise Lepage
- 1990 : Les Quatre Cavaliers de l'apocalypse de Jean-François Mercier
- 1991 : L'Empire des lumières de François Aubry
- 1996 : Une vie comme rivière de Diane Cailhier et Alain Chartrand
- 1997 : Le Rendez-vous de Sarajevo de Helen Doyle

## Hommage
Durant des 8e Sommets du cinéma d’animation de Montréal en décembre 2009, la Cinémathèque québécoise lui a rendu hommage.